# رالي فنلندا 2015
رالي فنلندا 2015 هو سباق رالي أقيم في الفترة من 30 يوليو إلى 2 أغسطس 2015 في يوفاسكولا. كان الجولة الثامنة ضمن بطولة العالم للراليات موسم 2015. تكون الرالي من 20 مرحلة. فاز به ياري ماتي لاتفالا.